# Schistura punjabensis
Schistura punjabensis är en fiskart som först beskrevs av Hora 1923.  Schistura punjabensis ingår i släktet Schistura och familjen grönlingsfiskar. Inga underarter finns listade i Catalogue of Life.